# That's How I Beat Shaq
«That's How I Beat Shaq» es el tercer sencillo del álbum debut de Aaron Carter, Aaron's Party (Come Get It). Lanzado el 6 de febrero de 2001, el sencillo fue lanzado con el permiso de Shaquille O'Neal.

## Vídeo musical
El vídeo muestra a Aaron Carter diciéndole a sus amigos que se enfrentó a Shaquille O'Neal en un juego de baloncesto. Mientras el juego comienza, él juega bien, pero Shaq es mejor. Él le hace trucos y en segundos finales, él lo vence. Pero mientras él lo hizo, parece ser que era un sueño y que está en su habitación en su cama, pero está confundido cuando él dice: "¿Cómo obtuve una camiseta con el nombre O'Neal?"

## Lista de canciones
Sencillos
1. «That's How I Beat Shaq» – 3:24
2. «One for the Summer» – 3:44

## Posicionamiento
| Lista (2001)                         | Posición máxima |
| ------------------------------------ | --------------- |
| U.S. Billboard Hot 100               | 96              |
| U.S. Billboard Hot 100 Singles Sales | 12              |